# The Texas Trail
The Texas Trail (Brasil: Como Se Conta a História ) é um filme mudo dos Estados Unidos de 1925, do gênero faroeste, dirigido por Scott R. Dunlap e estrelado por Harry Carey.

## Elenco
- Harry Carey ... Pete Grainger
- Ethel Shannon ... Betty Foster
- Charles K. French ... Ring 'Em Foster
- Claude Payton ... Dan Merrill
- Sidney Franklin ... Ike Collander